# 満福寺 (幸手市)
満福寺（まんぷくじ）は、埼玉県幸手市にある真言宗智山派の寺院。

## 歴史
創建年代は不明である。ただ幸手一色氏の祈願所として創建されていること、1489年（延徳元年）造立の供養塔があることから、その頃に創建されたものと推測される。
1783年（天明3年）の浅間山の大噴火が引き金となった天明の大飢饉の際に、当地の名主21人は当寺において、70日間の粥の炊き出しを行い、多くの貧民を救済した。代官頭伊奈忠尊はこれを褒賞し、彼らの善行を称えるために当寺の本寺である正福寺に「幸手義賑窮餓之碑」という顕彰碑を設けた。

## 交通アクセス
- 幸手駅より徒歩6分。